# Sandra Hainzl
Sandra Hainzl (* 5. März 2002) ist eine ehemalige deutsche Radrennfahrerin, die auf Bahn-, Straße und im Cyclocross aktiv ist. 

## Sportlicher Werdegang
Sandra Hainzl ist seit 2011 vielseitig im Radsport aktiv, bis 2021 fuhr sie für den SC Berlin, um dann zum RSC Cottbus zu wechseln.
Sie fährt Straßen- und Cyclocross, seit 2019 zunehmend auf der Bahn. 2020 startete sie in drei Disziplinen bei den Junioren-Europameisterschaften in Fiorenzuola d’Arda, im Zeitfahren belegte sie Platz sechs.
2022 wurde Hainzl gemeinsam mit Lea Sophie Friedrich und Emma Hinze deutsche Meisterin  im Teamsprint.

## Erfolge

### Bahn
2022
- Deutsche Meisterin  – Teamsprint (mit Lea Sophie Friedrich und Emma Hinze)